# Мисс миллионерша
«Мисс миллионерша» — советский художественный полнометражный цветной фильм, снятый режиссёром Александром Рогожкиным на киностудии «Ленфильм» в 1988 году.

## Сюжет
Репортёру Геннадию Васильевичу Ковалю поручено сделать сюжет о рождении миллионного жителя родного города. Роженицу придирчиво выбирают — ей и её «миллионному» обещано выделить трёхкомнатную квартиру, поэтому она должна быть не только активисткой, передовиком и примерной матерью, но и хороша собой. После долгих поисков помощники репортёра находят в приёмном покое роддома беременную женщину, которая назвалась Ниной Ивановной Ивановой. Биографию женщины ещё не успели проверить, но её «лицо — ранний Боттичелли» и то, что она рассказывает о своём муже и что о ней говорят на работе, прекрасно подходит для этого звания. Коваль с группой в спешке делают сюжет, его запускают в программе «Время».
Но затем выясняется, что молодая мать «миллионного» жителя никакая не Иванова, а просто Нина. И мужа у неё нет: отец «миллионного» ребёнка сбежал от неё и будущего малыша на строительство ГЭС в Сибирь.
Не догадываясь об этом, Коваль едет на стройку, где работает муж настоящей Нины Ивановны Ивановой, который и не подозревает о том, что его жена якобы родила «золотого» мальчика и им обещана квартира, потому что больше года не живёт со своей женой. Сначала Иванов бурно отказывается от сотрудничества с репортёром, но после упоминания о «безотцовщине» и малолетней преступности меняет своё решение и начинает исправно ходить в роддом, выискивая настоящую Нину Иванову с ребёнком.
Другая Нина, понимая, что обман заходит слишком далеко, хочет отказаться от ребёнка, а потом сбегает с ним из роддома к матери в деревню.
Обман раскрывается при выписке Нины из роддома и встрече с Ивановым. После этого Иванов возвращается к жене, а та по совету подруги отправляется в исполком города шантажировать администрацию скандалом с путаницей в репортаже, желая получить квартиру. В исполкоме уже идёт разбирательство по этому вопросу. Карьера Коваля летит под откос. У него не остаётся уже никаких надежд на то, что ему дадут возможность делать действительно злободневные репортажи, о которых он мечтает, а не бравурно-пафосные картинки.
Вскоре от педиатра роддома Коваль узнаёт, что псевдо-Иванова сбежала с ребёнком. Он едет в родную деревню Нины, где её и находит. Малыш в очень плохом состоянии. Его и мать забирают в город. Малыш, и так родившийся слабым, попадает в реанимацию, где и умирает от кровоизлияния в лёгкие.
Коваль, уже откровенно махнув рукой на карьеру и мечты, в прямом эфире вместо очередных модных разглагольствований о перестройке честно рассказывает о малыше, о его смерти, заявляя, что «сначала его предал отец, затем мать, которая его не хотела, а потом предали мы все». Эфир не успевают прервать и Коваля увольняют.
В финале применён контраст между сценой в зале крематория, где опускается вниз маленький гробик, который провожают мать, Коваль и Иванов и сценами карнавала и уличных гуляний по поводу его рождения, которое придало городу высший статус «миллионника» и подарило радость многим жителям.

## В ролях
- Николай Караченцов — Геннадий Васильевич Коваль, журналист
- Татьяна Михалёвкина — Нина Дмитриева
- Виктор Бычков — Бычков, прораб
- Роман Филиппов — Кузьма Егорович Скворцов
- Наталья Назарова — Нина Иванова
- Елена Мельникова — Вера Викторовна Казакова, врач-терапевт
- Оксана Мысина — Галя
- Светлана Гайтан — журналистка Лариса, помощница Коваля
- Юрий Дубровин — Валерий Иванов, строитель
- Никита Михайловский — Игорь Николаевич
- Сергей Проханов — организатор парада
- Сергей Сельянов — Сергей
- Елена Перцева — эпизод

## Съёмочная группа
- Автор сценария: Анатолий Усов
- Режиссёр: Александр Рогожкин
- Оператор: Иван Багаев
- Художник: Александр Загоскин
- Композитор: Владислав Панченко
- Звук: Лариса Маслова